# 慶良間機場
慶良間機場（日语：／ Kerama kūkō */?）為沖繩縣島尻郡座間味村外地島的機場。依據日本空港整備法被指定為第三種機場。

## 航空公司與航點
目前無定期航班

## 其他
- 因為機場跑道兩端都為懸崖，所以一直以來認為延長機場跑道的長度會比較困難。

## 外部連結
- 慶良間機場介紹 （页面存档备份，存于）（日語）